# Lill-Romundstjärnen
Lill-Romundstjärnen är en sjö i Bräcke kommun i Jämtland och ingår i Ljungans huvudavrinningsområde.